# Influencia (banda)
Influencia es una banda Argentina de Heavy Metal / Metal Industrial formada en el año 2016 por el vocalista Gabriel "El Soldado" Oliverio luego de su alejamiento de la banda de Heavy Metal Patán.

## Historia

### Comienzos
La banda comienza en abril del 2016 como un proyecto en solitario del vocalista Gabriel Oliverio (Conocido también como "El Soldado"), luego de abandonar la banda de Heavy Metal Patán (con quien grabó 5 discos de estudio y participó en incontables shows en directo tanto en Argentina como en otros países), para poder desarrollar sus nuevas ideas musicales y vivir una nueva experiencia en el campo del Metal Industrial.
En el año 2017 Gabriel Olivero comienza a componer las primeras maquetas de lo que sería el primer disco conceptual de la banda, Pecados Capitales. Luego de algunas formaciones, en el año 2019 se restructura la banda con los músicos Fernando Babio (ex guitarrista de Patán) en guitarra, Nicolas Florek en batería, Andres Peña en guitarra, y "El Chuña" en bajo, quien poco tiempo después abandonaría el grupo, quedando a cargo Nicolas Florek de la composición y grabación de las líneas de bajo.

### Pecados Capitales
El disco comienza a gestarse en 2017, en manos de Gabriel Oliverio, quien sería el productor artístico del mismo.
La grabación del disco comienza en febrero de 2018 en Estudio Piso 10, de la mano de Damian Catapano, quien también realizó la mezcla del material. Durante casi dos años se estuvo trabajando intensamente para lograr una obra moderna, que esquive el standard del ya conocido Heavy Metal, incorporando matices de Metal Industrial, como el uso de samples, sintetizadores, tonos algo oscuros y pesados. El disco finalmente se masterizo en Romaphonic (Situado en CABA, antiguamente llamado Circo Beat por su propietario Fito Paez) por el operador Javier Verjano.
Sumado al esfuerzo de lograr un disco independiente, se sumó como desafío la distancia geográfica del cantante Gabriel Oliverio con el resto de los músicos, ya que en el 2019 decide mudarse a Ecuador.
Pecados Capitales vio la luz a fines del 2019, con una temática conceptual donde se muestran las miserias del ser humano, en formato físico CD y en formato digital, entregando 9 canciones, entre ellas los siete Pecados Capitales, sumada una introducción y una canción de cierre.
Para diciembre del 2019 se presentó el disco en un evento privado en el Centro Cultural No Me Olvides (Situado en Lomas de Zamora) donde se realizó una conferencia de prensa por Marcela Scorca (Press Manager de Icarus Music Argentina), se presentó su primer videoclip "Apagando el Fuego" y se realizó un show donde se pudo escuchar a la banda tocar en directo 5 canciones del disco, junto al bajista Rodrigo Kamakian.

### Actualidad
Durante comienzos del año 2020 la banda se dedicó a la grabación del videoclip "Avaricia", donde los músicos aparecen tocando en una locación abandonada cada uno en una habitación distinta y el vocalista aparece en una vieja pantalla de TV, utilizando la tecnología "chroma". Aparece como invitado especial "Wata" (Adolfo Heber Victoria), vocalista de la banda de Death Metal conceptual MATAN S.A., quien aparte de haber grabado voces y coros en la canción, protagonizó el videoclip como artista principal, en la piel de un ávaro, cuya miserable vida se describe en la canción.
Durante el resto del 2020 la banda sacó el video-lyric "Mundo en Llamas".
Ya en 2021 la banda comenzó a preparar nuevo material, que será más orientado al estilo Hard Rock, con la incorporación de Gustavo Zampedri en el bajo.
El 4 de septiembre de 2021, Influencia dio un pequeño show de 3 canciones en El Amparo Bar (Situado en Ciudad de Burzaco) con la formación original, incluyendo a Rodrigo Kamakian en el bajo. Este pequeño concierto dio apertura para el show de la banda "El Autentico Patán", creada por Gabriel Oliverio para hacer homenaje a la banda a la cual perteneció durante la mayor parte de su carrera, incluyendo a Ernesto Perez en la batería (ex baterista de Patán).

## Discografía

### Álbumes
- Pecados Capitales (2019)

1. Mundo en Llamas
2. Lujuria
3. Gula
4. Soberbia
5. Ira
6. Avaricia (Con la participación de Wata, vocalista de MATAN S.A.)
7. Pereza
8. Envidia
9. Apagando el Fuego

Producido por Gabriel Oliverio y Nicolas Florek 

Grabado y Mezclado por Damian Catapano en Estudio Piso 10 

Masterizado por Javier Verjano en Romaphonic 

Diseño Gráfico e Ilustración Digital por Saphi Studio

### EPs
- Apagando el Fuego (2019)

1. Mundo en Llamas
2. Lujuria
3. Gula
4. Soberbia
5. Apagando el Fuego

El EP contiene 5 canciones con mezclas no definitivas a modo de Difusión.